# Tiger Boy
 (juillet 2025).
Pour plus de détails, voir Fiche technique et Distribution.
Tiger Boy est un court métrage dramatique italien réalisé par Gabriele Mainetti et sorti en 2012.

## Synopsis
Tiger Boy, c'est Matteo, un garçonnet de neuf ans, qui, armé d'une aiguille et de fil, décide de reproduire le masque de son mythe "Il Tigre", un lutteur romain de Corviale. Son masque devient une seconde peau qu'il ne veut pas enlever pour n'importe quelle raison.
Au lieu de chercher à comprendre le malaise qui se cache derrière ce geste, sa mère et ses condisciples interprètent cela comme un caprice. Ce n'est qu'après avoir vu "Le Tigre" combattre et gagner sur le ring que le petit Matteo va trouver le courage d'affronter seul son « ennemi ».

## Fiche technique
- Réalisation : Gabriele Mainetti
- Scénario : Nicola Guaglianone
- Producteur : Gabriele Mainetti
- Producteur executif : Marta Cipriani
- Photographie : Michele D’Attanasio
- Montage : Simone Manetti
- Costumes : Margherita Meddi
- Maquillage : Martina Castagnoli
- Musique : Gabriele Mainetti

## Distribution
- Francesco Foti : Principal
- Simone Santini : Matteo
- Lidia Vitale : la mère